# We Are the Mess
We Are the Mess è il secondo album in studio del gruppo musicale tedesco Eskimo Callboy, pubblicato il 10 gennaio 2014 dalla Redfield Records.

## Tracce
Testi e musiche degli Eskimo Callboy, eccetto dove indicato.
1. Cstrp – 1:17
2. We Are the Mess – 3:11
3. Party at the Horror House – 3:34
4. Blood Red Lips – 3:26
5. Never Let You Know – 3:20
6. #elchtransformer – 1:22
7. Jagger Swagger (feat. BastiBasti & Deuce) – 3:21 (Eskimo Callboy, Bastian Sohtzick, Deuce)
8. Ghosts of the Night – 3:29
9. Final Dance – 3:25
10. Voodoo Circus – 3:14
11. Broadway's Gonna Kill Us – 3:45
12. R X L – 0:57

Tracce bonus nell'edizione giapponese
1. Never Let You Know (Acoustic) – 3:30
2. We Are the Mess (Remix)
3. Is Anyone Up (Remix 2014)

## Formazione
Hanno partecipato alle registrazioni, secondo le note di copertina:
- Sushi – voce
- Kevin – voce
- Danskimo – chitarra
- Pascal – chitarra
- Jack Daniel – basso
- David – batteria